# Акритске пјесме
Акритске пјесме (према грч. ακρίτης – граничар) су група епских пјесама и романси у којима се описује живот и подвизи Дигениса Акрите, грчког јунака из 8. вијека. Сачувани рукописи нису старији пд 14. вијека, (на примјер рукопис из Гротаферате), а новија истраживања су показала да је цјелина ове епске творевине вјероватније дјело ученог састављача, него збирка народних пјесама. На основу византијских и руских извора утврђено је постојање једног Дигениса Акрите, који је погинуо у борбама са Арапима на Тауру, 788. године, али је за њихову анализу битније што су нађене потврде о акритским пјесмама којима су се славиле многобројне такве пограничне борбе у 8. и 9. вијеку. 
Много се расправљало око тога да ли су акритске пјесме циклус херојских пјесама или еп. Са једне стране, велики број пјесама је по садржају и стилу ближи хеленистичком роману и љубавној романси, али их други елементи блиско повезују са каснијом грчком епском народном поезијом. У њима се види и утицај муслиманске традиције, на примјер у епу о Саид-Баталу. Класично наслијеђе се препознаје у многим мотивима акритских пјесама, а изражена је сличност са византијском историјском хроником. 
Садржај пјесама је историја Дигенисових родитеља, оца муслимана и мајке Гркиње, Дигенисови подвизи – двобоји, ратови, женидба, градња замка, смрт његових родитеља, јунакова болест и смрт, и смрт његове жене. Црте Дигенисовог карактера – натчовјечанска храброст и снага, индивидуализам и осионост, понекад су наводиле на поређење са Марком Краљевићем. 
У акритским пјесмама се преплићу многи општи мотиви епске карактеризације азијске и европске традиције:мјешано или нејасно поријекло главног јунака, натприродни елементи, дјетињство проведено у подвизима, али су ове пјесме обиљежене и јаким хришћанским осјећањем. Акритске пјесме су најзначајнији споменик византијске свјетовне књижевности.